# سکیو (واشینگتن)
سکیو (به انگلیسی: Sekiu) یک منطقهٔ مسکونی در ایالات متحده آمریکا است که در شهرستان کلالام، واشینگتن واقع شده‌است. سکیو ۲۷ نفر جمعیت دارد و ۶٫۱ متر بالاتر از سطح دریا واقع شده‌است.